# Blackburneus cynomysi
Blackburneus cynomysi är en skalbaggsart som beskrevs av Brown 1927. Blackburneus cynomysi ingår i släktet Blackburneus och familjen Aphodiidae. Inga underarter finns listade.